# Різновус
Різновус (лат. Anisarthron Dejean, 1835) — рід жуків з родини Скрипунових.

## Поширення
Види роду Різновус поширені у Європі, на Кавказі і Закавказзі.
В Україні трапляється лише один вид — Різновус бородатий (Anisarthron barbipes Schrank, 1781).

## Розмаїття
Рід Різновус налічує лише 2 види:
1. Різновус бородатий — Anisarthron barbipes Schrank, 1781 — Європа, Кавказ
2. Anisarthron cyrus (Villiers, 1971) — Закавказзя (Азербайджан, Іран)